# Михайло Казимир Огінський
Михайло Казимир Оґінський (пол. Michał Kazimierz Ogiński, біл. Міхал Агінскі, 1729 — 31 травня 1800) — державний і військовий діяч Речі Посполитої з княжого роду Огінських. Син великого мечника литовського і воєводи троцького Юзефа Тадеуша Огінського (1700–1736) та княжни Ганни Вишневецької (1700–1732; донька Міхала Сервація Вишневецького). Великий чашник литовський (1744), польний писар литовський (1748), воєвода віленський (1764–1768), великий гетьман литовський (1768–1793), генерал-майор військ Великого князівства Литовського. Меценат, поет, письменник, композитор і драматург. Дядько композитора Міхала Клеофаса Огінського.

## Життєпис
У 1764 році — один з претендентів на польський престол. Був скерований польським королем Станіславом Августом Понятовським як посланник до Людовіка XV з протестом проти наміру трьох сусідніх держав відняти у Польщі значні області.
В 1767 році ініціював будівництво Дніпровсько-Німанського каналу (було завершене 1783 р., зараз Огінський канал).
У 1768 році в своїй резиденції в місті Слонім на місці старого замку Сапег побудував чудовий палац, в архітектурний ансамбль якого увійшли манеж, театр, оранжерея, парк, друкарня, будинки для придворних і гостей, інші споруди. Палац мав 116 кімнат. На сцені Слонімського придворного театру працювали професійні італійські та польські оперні й драматичні актори, художники, балет і хор.
Брав участь в Барській конфедерації. 13 (24) вересня 1771 року його військо було розбите О. В. Суворовим в битві при Столовичах. Після поразки кілька років перебував у еміграції, листувався з княжною Таракановою. Після повернення жив у Слонімі, в своєму замку. У цей період місто характеризується інтенсивним розвитком, появою фабрик, культурних установ, друкарні. Фінансував будівництво Огінського каналу.
У 1781 році призначений намісником Литовської провінції, в 1782 знову виїхав за кордон, був у Брюсселі, Берліні, Амстердамі, Англії. Просив допомоги у прусського короля Фрідріха Вільгельма II в поверненні йому маєтків в Російської імперії. У 1793 у відмовився від гетьманської булави і виїхав до Відня.
Був власником Комарного, 11 квітня 1767 року король задовольнив привілеєм його прохання про запровадження в містечку ярмарків.
У 1795 році присягнув на вірність Єкатєріні II, останні роки життя провів у Флоренції.